# The Villain (film 1917)
The Villain è un cortometraggio muto del 1917 diretto da Arvid E. Gillstrom con Oliver Hardy.